# Willem Moreel

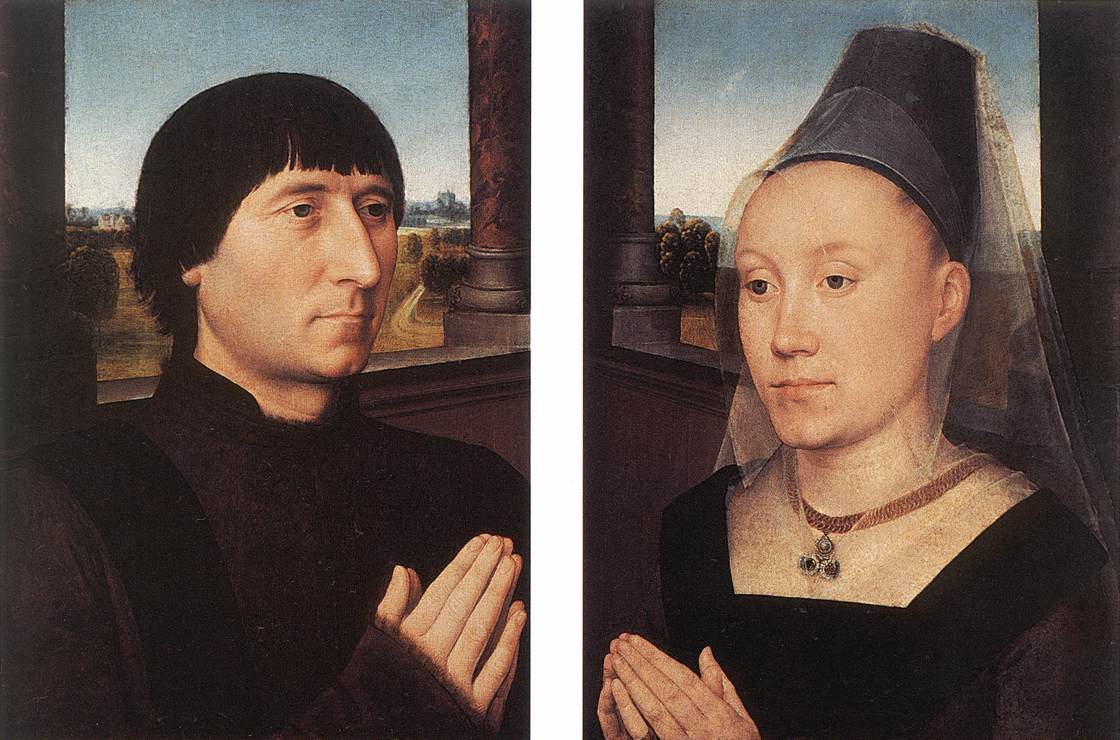
Willem Moreel en Barbara van Hertsvelde, geschilderd door Hans Memling

Willem Moreel (Brugge ca1427/1428 - 1501) was burgemeester van Brugge, bankier en mecenas.

## Levensloop
Willem Moreel (gemakshalve genoemd Willem III) was de zoon van Willem II Moreel (ca. 1400-1447) en was een vermogende Bruggeling. Hij was grootgrondbezitter. Onder zijn feodale goederen behoorde de heerlijkheid Oostcleyhem die hij in leen hield van de Burg van Brugge. Meerdere boerderijen behoorden tot dat leen. Hij had ook nog andere lenen in bezit. Alleen al in de watering Blankenberge bezat hij meer dan 90 gemeten.

Van 1472 tot 1483 was hij eigenaar van een kruideniersstal in de Brugse hallen. Hij was ook lid van het ambacht van de kuipers en de peltiers.
Willem Moreel was vroeger dan 1458 getrouwd met Barbara van Hertsvelde (†1499). Haar vader stond aan het hoofd van een compagnie die over een bank in Venetië beschikte en zaken deed met de Kerkelijke Staat. Willem nam evenals zijn zwagers deel aan die compagnie en was actief in de financiële wereld, als aandeelhouder van de Banca di Roma, met filialen in verschillende Italiaanse steden. Verscheidene leden van de familie Moreel waren er eveneens aandeelhouder.
Hij bezat verschillende huizen in de Moerstraat, onder meer dat wat hij zelf bewoonde, naast de pastorie van Sint-Jacob. Hij bezat een huis in het Genthof, een in de Kuiperrsstraat en twee in de Grauwwerkersstraat. Hij bezat ook een huis in Antwerpen.
Hij behoorde dan ook tot de vermogende burgers, die in moeilijke tijden bij middel van geforceerde leningen werden getaxeerd. In 1480 behoorde hij tot de meest belasten die op de wijk Sint-Jacob woonden.

## Politiek in verwarde tijden

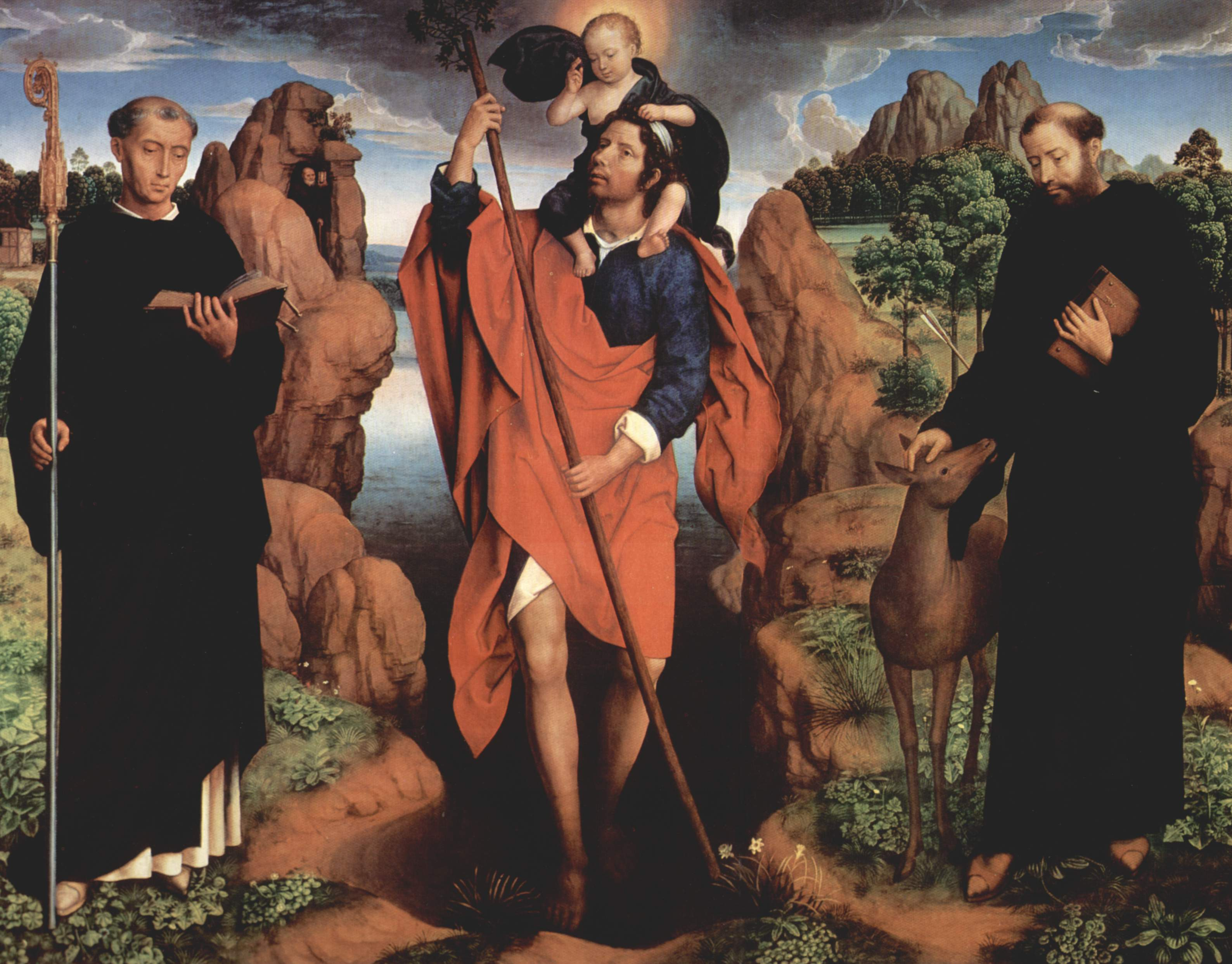
Middenpaneel van de Moreeltryptiek

Willem Moreel werd voor het eerst schepen van de stad Brugge in 1472-73 en opnieuw in 1475-76. Hij bereikte het hoofdambt van burgemeester van de schepenen in 1478-79 en opnieuw in 1483-84
Na de dood van Karel de Stoute herbegon een lange periode van strijd en politieke onzekerheid. Onmiddellijk na de dood van de hertog kwamen de ambachten en neringen in opstand en namen het bestuur van de stad in handen. Al wie verdacht werd de kant van het hertogelijk gezag te kiezen tegen de gemeentelijke autonomie, kreeg het moeilijk. Moreel ontsprong de dans in 1477, toen voormalige burgemeesters werden gearresteerd en op de pijnbank gelegd. Integendeel zelfs, hij behoorde waarschijnlijk tot de aanstokers. Jan Barbesaen, die burgemeester was geweest voor de periode 1474-75, werd onthoofd. Moreel behoorde voortaan tot de morele gezagdragers binnen Brugge. Zo werd hij namens de stad naar Maria van Bourgondië gestuurd om bij haar aan te dringen de oprukkende Franse toepen tegen te houden. Wat later werd hij tot tweemaal toe aan het hoofd van een Brugse delegatie naar Gent gestuurd om met de hertogin te discussiëren over de geëiste privileges. In het verkrijgen van het Groot privilege van 1477 speelde hij dus een voorname rol.
Het eerste concrete gevolg hiervan was dat hij als voornaamste onder de zes 'gecommitteerden van de stad' werd benoemd, wat betekende dat hij mee verantwoordelijk werd voor de goede werking van de stadsfinancies. In september 1478 werd hij tot burgemeester van de schepenen benoemd.
In 1480 wilde de hertogelijke raad vooralsnog het gezag van de hertogin versterken. Een 50-tal oproermakers uit 1477 werden uit de stad verbannen. In 1481 werden Moreel en enkele anderen opgeroepen om zich te verantwoorden over de rol die ze begin 1477 gespeeld hadden. Moreel werd als de voornaamste aanstoker aangewezen, die had toegelaten dat de macht van de ambachten en neringen aanzienlijk versterkt werd. Hij en anderen werden aan de kant geschoven en leden van de oude hofadel namen het bestuur over: Jacob van Gistel werd burgemeester van de schepenen, Karel van Haelewijn, burgemeester van de raadsleden, Roeland van Halewijn, baljuw en Antoon van der Vichte, schout. Ze legden samen klacht neer bij Maximiliaan van Oostenrijk tegen vroegere burgemeesters.
Op 10 december 1481 werd Willem Moreel gevangengenomen, samen met andere voormalige burgemeesters zoals Jan van Riebeke, Maarten Lem, Jan de Boodt, Jan van Nieuwenhove en Jan de Keyt. Moreel werd als de voornaamste beklaagde beschouwd en op bevel van Maximiliaan onder escorte naar het Groot-Kasteel van Sluis gevoerd. Op 21 december werden de gevangenen in het Prinsenhof voor Maximiliaan gedaagd, op beschuldiging met de Gentenaars te hebben samengezworen tegen hem. Ze werden veroordeeld tot een fikse geldboete en tot het verbod nog ooit een openbare functie uit te oefenen. De zaak bleef door beroepsprocedures aanslepen en toen plots Maria van Bourgondië overleed, was de toestand veranderd. Drie dagen na haar dood werden de vervolgden naar het Prinsenhof ontboden en deelde Maximiliaan mee dat ze buiten vervolging werden gesteld. Om zijn gezag te vestigen had Maximiliaan iedereen nodig. Maarten Lem werd schout, Jan van Nieuwenhove werd burgemeester van de schepenen. Hun aanklagers werden nu zelf afgedankt en aangeklaagd. Toch haalde Maximiliaan zijn slag niet volledig thuis. Hij werd geen exclusieve regent van de jonge prins, want er werd een regentschapsraad aangesteld. Ook de steden mengden zich in het debat en in 1483 kwam het tot een regelrecht conflict tussen Maximiliaan en de steden. Toen de strijd op zijn hevigst was werd Willem Moreel tot burgemeester van de schepenen benoemd, van 2 september 1483 tot 1 september 1484. In de daaropvolgende jaren werd hij door de medestanders van Maximiliaan steeds verweten een van de voornaamste opstokers van de rebellie te zijn. Hij kon op de steun van de ambachten rekenen en die was wel nodig want huurmoordenaars waren op hem afgestuurd en begonnen met zijn lijfwacht uit de weg te ruimen. Wanneer Maximiliaan in 1485 vrede sloot met de gemeentelijke opstandelingen, werd Moreel buiten die vrede gesloten. Het nieuwe en Maximiliaan onderdanig stadsbestuur loofde een prijs van 100 gulden uit voor wie Moreel kon arresteren. De anderen die zoals hij buiten de vrede werden gesloten eindigden op het schavot. Moreel ontsnapte hieraan en nam de vlucht. Samen met zijn gezin ging hij in Doornik wonen. Hij verbleef er tot minstens februari 1488. Er brak toen weer een opstand uit tegen Maximiliaan en het stadsbestuur liet al wie in 1485 verbannen was, weer terugkeren.
Het is niet zeker of Moreel onmiddellijk terugkwam. In ieder geval was hij in juli 1488 alweer helemaal ingeburgerd en functioneerde hij als een notabele van de stad. Op 13 juli zat hij mee aan op het stadhuis aan een banket dat werd aangeboden aan Franse officieren die de strijd tegen Maximiliaan waren komen ondersteunen; in november 1488 en januari 1489 maakte hij deel uit van de Brugse delegatie die in Gent ging overleggen met de Leden van de Staten van Vlaanderen.
In de tweede helft van 1489 cumuleerde Moreel verschillende ambten en functies. Op 13 juli 1489 werd hij tot schout verkozen. Dit was in de periode na de halsrechting van schout Pieter Lanchals en de opsluiting van Maximiliaan. Na de vrede die met de hertog was gesloten in Montils-lès-Tours, gaf Moreel op 23 december 1489 die functie door aan Antheunis de Witte.
De voorwaarden die door de gemelde vrede aan Brugge werden opgelegd waren zeer zwaar en hadden tot gevolg dat de stad maar weer liever de oorlog verklaarde. In mei 1490 vluchtte Moreel naar Breda, wat begrepen werd als zich distantiëren van de vijanden van Maximiliaan. Nadat Brugge voor Maximiliaan gecapituleerd had, was Moreel in december 1490 weer in de stad. Op 24 juni 1491 werd hij alweer verbannen, vanwege het voeren van opruiende taal. Nadat de oorlog was beëindigd en Filips van Kleef de wapens had neergelegd, mocht Moreel weer naar Brugge komen.

## De Moreeltriptiek

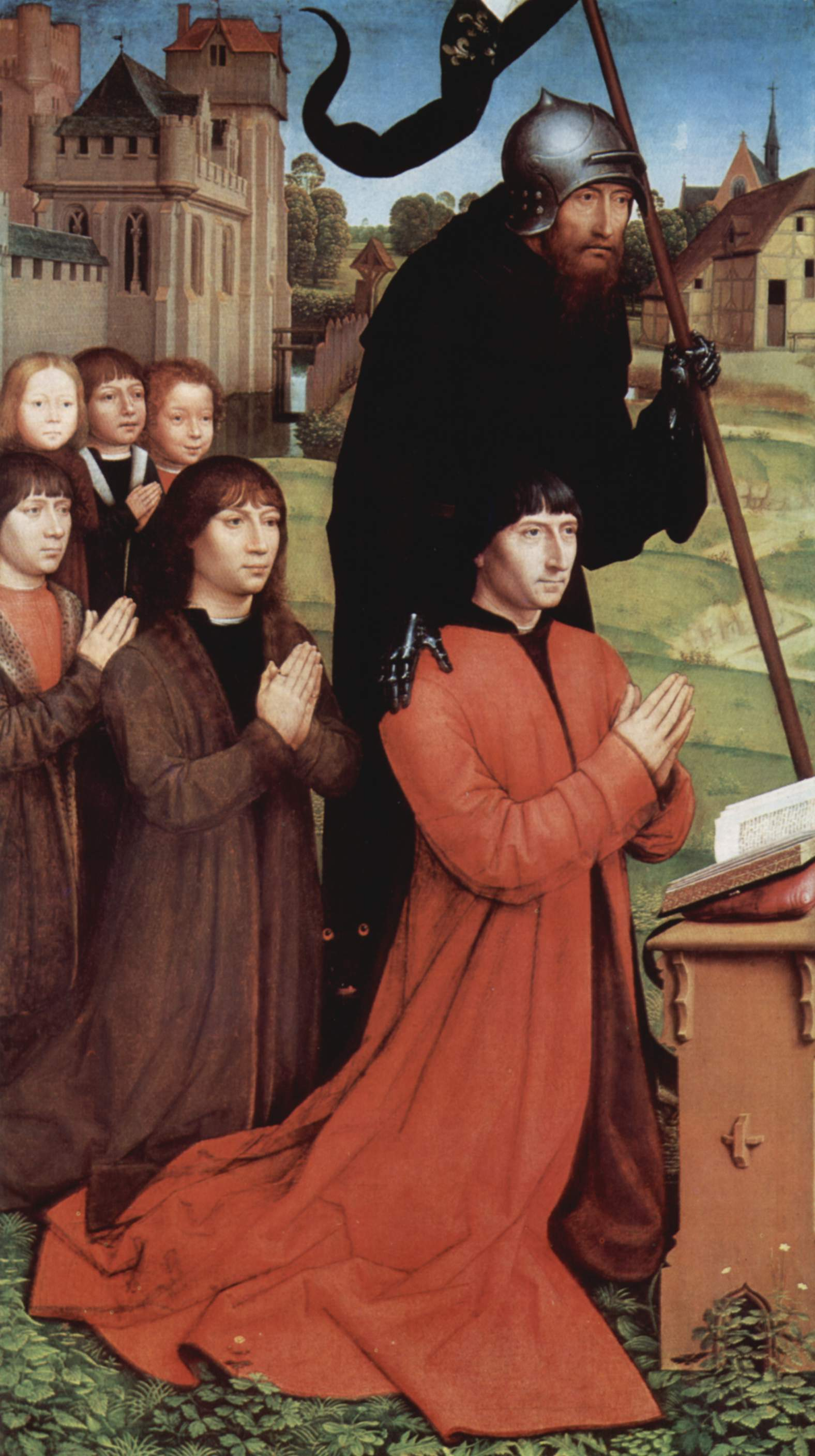
Willem Moreel en zijn zoons door Hans Memling

Hans Memling maakte circa 1480 een triptiek, waarvan twee luiken bewaard zijn gebleven en tentoongesteld worden in het Koninklijke Musea voor Schone Kunsten van België in Brussel. De panelen bevatten portretten van Moreel en zijn vrouw met op de achterzijde hun familiewapens.
De tweede triptiek dateert van 1484-85 en bevindt zich in het Groeningemuseum in Brugge. Moreel besteld deze om te worden geplaatst in de grafkapel die hij voor zichzelf en zijn gezin in de Sint-Jacobskerk wilde bouwen. De politieke strijd hierboven weergegeven in de jaren na de dood van Karel de Stoute (1477) en van Maria van Bourgondië (1482) en de strijd met Maximiliaan van Oostenrijk (tot 1492) hebben duidelijk aangetoond dat het voor Moreel wel een heel moeilijke periode was, waarbij hij zelfs van 1485 tot 1488 niet in Brugge verbleef. Er is dan ook grote mogelijkheid dat Memling de portretten die hij eerder van de Moreels had gemaakt, als model nam en enigszins ouder maakte om ze aan te passen voor de nieuwe triptiek.

## Gezin
Op de triptiek van 1484-85 werd Willem Moreel afgebeeld met hun vijf zoons en zijn vrouw met hun elf dochters. Volgens James Weale (verbeterd door Albert Janssens) waren de voornamen die konden worden teruggevonden:

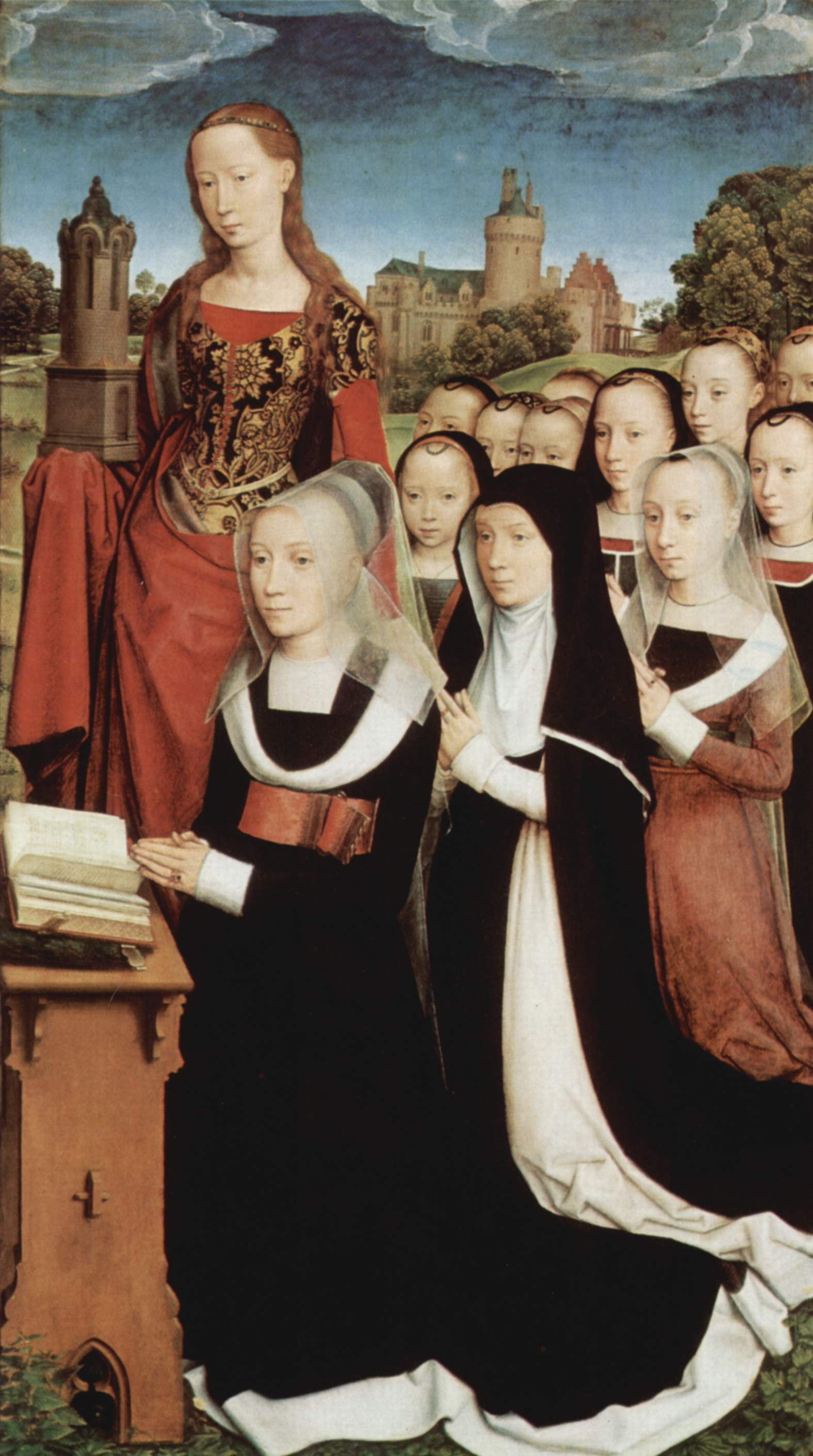
Barbara van Hertsvelde en dochters

- voor de jongens:
  - Willem IV
  - Jan
  - Joris
  - Bernard
- voor de meisjes:
  - Marie
  - Barbara
  - Katelijne
  - Livina, carmelites
  - Anna
  - Clara, carmelites
  - Antonia
  - Charlotte
  - Marie, kloosterzuster